# Trail (Britská Kolumbie)
Trail je město v kanadské provincii Britská Kolumbie. Rozkládá se na březích řeky Columbia a svůj název dostalo podle stezky Dewdney Trail, která oblastí prochází. Leží přibližně deset kilometrů od hranice Kanady se Spojenými státy americkými. Podle sčítání lidu v roce 2016 mělo město 7709 obyvatel, přičemž téměř 18 procent tvořili lidé italského původu. Narodili se zde například lyžařka Kerrin Lee-Gartnerová či hokejisté Adam Deadmarsh, Mike Buckna a Barret Jackman.
V Trailu sídlí největší světový podnik na zpracování zinkové a olověné rudy, patřící firmě Teck Resources. Průmyslový charakter města se odráží také v názvu místního hokejového klubu Trail Smoke Eaters (doslova „Polykači kouře“), který dvakrát vyhrál Allanův pohár a reprezentoval Kanadu na mistrovství světa v ledním hokeji.